# Воеводина, Юлия Сергеевна
Ю́лия Серге́евна Воево́дина (в девичестве Одзиляева, 17 октября 1971, Кузнецк, Пензенская область — 4 мая 2022) — российская легкоатлетка, специалистка по спортивной ходьбе. Выступала за сборную России по лёгкой атлетике в 1990-х и 2000-х годах, победительница и призёр первенств всероссийского значения, участница летних Олимпийских игр в Афинах. Представляла Пензенскую область и Мордовию. Мастер спорта России международного класса.

## Биография
Юлия Одзиляева родилась 17 октября 1971 года в городе Кузнецке Пензенской области. Окончила факультет физической культуры Пензенского государственного педагогического института имени В. Г. Белинского. Занималась спортивной ходьбой под руководством тренеров А. И. Перевозчикова и В. М. Чёгина.
Впервые заявила о себе на взрослом всесоюзном уровне в сезоне 1994 года, когда в дисциплине 10 км выиграла бронзовую медаль на открытом чемпионате России по спортивной ходьбе в Ярославле.
В 1996 году вошла в состав российской сборной и выступила на Кубке Европы по спортивной ходьбе в Ла-Корунье, где заняла 15-е место в личном зачёте 10 км и стала второй в женском командном зачёте.
В 1998 году взяла бронзу в ходьбе на 20 км на чемпионате России в Чебоксарах.
В 2000 году на дистанции 20 км заняла 36-е место на Кубке Европы в Айзенхюттенштадте.
В 2004 году в дисциплине 20 км одержала победу на зимнем чемпионате России в Адлере, с личным рекордом 1:27:53 финишировала седьмой на Кубке мира в Наумбурге, став при этом второй в женском командном зачёте. Благодаря череде удачных выступлений удостоилась права защищать честь страны на летних Олимпийских играх в Афинах — в программе ходьбы на 20 км показала результат 1:31:02, расположившись в итоговом протоколе соревнований на 13-й строке.
После афинской Олимпиады Воеводина ещё в течение некоторого времени оставалась действующей спортсменкой и продолжала принимать участие в крупнейших международных стартах. Так, в 2005 году она стала пятой на Кубке Европы в Мишкольце, закрыла десятку сильнейших на чемпионате мира в Хельсинки.
Завершила спортивную карьеру по окончании сезона 2006 года.
За выдающиеся спортивные достижения удостоена почётного звания «Мастер спорта России международного класса».
Муж — титулованный российский ходок Алексей Воеводин, призёр Олимпийских игр, чемпионатов мира и Европы. Дети Артём и Данила Воеводины.
Скончалась 4 мая 2022 года.